# Nottinghami vár
A nottinghami vár egy középkori erőd az angliai Nottinghamben. Egy természetes, a nyugati és dél oldalán 40 m magas hegyfokra épült, amit ma Castle Rocknak neveznek. A középkorban jelentős királyi erődítménynek és alkalmi rezidenciának számított. A 16. században azonban hanyatlásnak indult, 1649-ben nagyrészt lerombolták. Később Newcastle hercege, Henry Cavendish palotát emelt a vár helyén. A palota 1831-ben egy felkelés során leégett. A romokon később múzeumot és művészeti galériát alapítottak, az épület ma is ezen funkciókat látja el. Az eredeti várnak csupán töredéke látható ma is, ennek segítségével azonban még kivehető a terület egykori kialakítása.

## Története

### A középkorban
Bizonytalan, hogy a helyszínen állt-e valamilyen erődített építmény a normann hódítás előtt. Ha állt is, nagyságában és építészetében is eltörpülhetett a középkori kővár mellett.
Az első normann erőd egy fából készült földhalomvár volt, mely 1067-ben, egy évvel a hastingsi csatát követően épült Hódító Vilmos parancsára. A favárat II. Henrik idején egy sokkal erősebb és jobban védhető kővárrá alakították át. A legmagasabb ponton a felsővár kapott helyet, ettől északra helyezték el a királyi rezidenciáknak otthont adó középső várudvart, míg keletre egy hatalmas külső várudvar terült el.
A vár évszázadokon keresztül Anglia egyik legfontosabb nemesi és uralkodói központja volt. A Trent folyó átkelőjének közelsége miatt stratégiailag fontos területen helyezkedett el, míg Tideswell, Varnsdale és Sherwood királyi vadászterületeinek közelsége miatt a kikapcsolódás lehetősége is biztosítva volt. Ezek mellett közvetlenül nyugatra saját szarvasparkja is volt a várnak. Ezt a területet ma is The Parknak nevezik.
Amíg Richárd király az angol nemesek oldalán a keresztes háborúban harcolt, Nottingham vára János herceg támogatói, többek között Nottinghamshire sheriffje, kezére jutott. A legenda szerint a Robin Hood és a sheriff közötti végső leszámolásra is itt került sor. 1194 márciusában történelmi csatára is sor került a várban, miután Richárd hadjáratot indított János herceg felkelése ellen. Az ostromhoz Richárd olyan ostromgépeket is építtetett, amilyeneket korábban a keresztes hadjáratban vetett be. A királyt Chester earlje, Ranulph de Blondeville és Huntingdon earlje is segítette. A várvédők néhány nap után megadták magukat.
1330. október 19-én, nem sokkal 18. születésnapja előtt III. Eduárd néhány hűséges segítőjével és Sir William Montagu vezetésével a nottinghami várban hajtott végre puccsot anyja, Franciaországi Izabella angol királyné, és annak szeretője, Roger Mortimer, March 1. grófja ellen. Mindketten régensként kormányozták az országot miután a kis Eduárd apját, II. Eduárdot a berkeley-i kastélyban meggyilkolták. William Montagu-t és társait William Eland kísérte, aki tudott egy titkos alagútról, amely a vár egy magasabb pontjához vezette őket. Montagu és csapata sikeresen bejutottak a várba III. Eduárd vagy egy hozzájuk hű szolga segítségével, ahol megölték Mortimer testőreit. Mortimert megkötözték és kivezették az alagúton keresztül és letartóztatták Izabella királynéval együtt. Mortimert a londoni Towerba szállították, ahol egy hónap múlva felakasztották. Izabellát erőszakkal lemondatták és Castle Rising várába száműzték. Ezek után kezdődött meg III. Eduárd uralkodása.

#### Királyi rezidenciaként

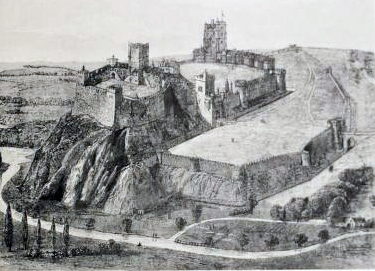
A vár a késő középkorban

III. Eduárd berendezkedett a várban és még az országgyűléseket is itt tartotta. 1346-ban itt raboskodott II. Dávid skót király. 1365-ben Eduárd a középső várudvar nyugati oldalán új toronnyal, a Magastorony alatt pedig új börtönnel bővítette az épületkomplexumot.
A vár 1403 és 1437 között IV. Henrik feleségének, Johannának volt a fő rezidenciája. Ezt követően a vár karbantartása csökkent. A következő alkalom, amikor hadászati célokra használták a várat a rózsák háborúja idején jött el. IV. Eduárd Nottingham királyává nevezte ki magát és 1476-ban egy új torony és királyi lakosztály építését rendelte el. Az új épületrészek szépségéről és pompájáról 1540-ben még John Leland történész is elismerően írt.
Nottingham VII. Henrik uralkodása idején is királyi erőd maradt. VIII. Henrik 1511 augusztusában tett látogatást itt, előtte azonban még új faliszőnyegeket rendelt a kastélyba. 1536-ra a várőrséget is megerősítette, létszámukat néhány tucatról pár száz emberre emelte.
1538-ban a várkapitány, Thomas Manners, Rutland első earlje jelentést írt, amiben a vár karbantartását sürgette. 1525-ben egy szemle során rögzítették, hogy a vár nagyon rossz állapotban van és a nagyterem tetejének egy része beomlott, valamint az új épületrészek fa-, ólom- és üvegszerkezetei is pusztulnak.

#### Az angol forradalom idején
A vár királyi rezidenciáját 1600-ig használták, védelmi rendszerei azonban a 16. században már elavultnak bizonyultak. Nem sokkal az angol forradalom kitörése után az erőd már félig romokban állt a területet érintő korábbi harcok miatt. 1642 augusztusában I. Károly itt gyűjtötte össze csapatait, ám távozása után a várhegyet a köztársaságpártiak kaparintották meg.  John Hutchinson ezredes vezetésével számos támadást visszavertek, I. Károly 1649-es kivégzését követően azonban szándékosan lerombolták, hogy később ne használhassák.

### A jelenlegi hercegi palota

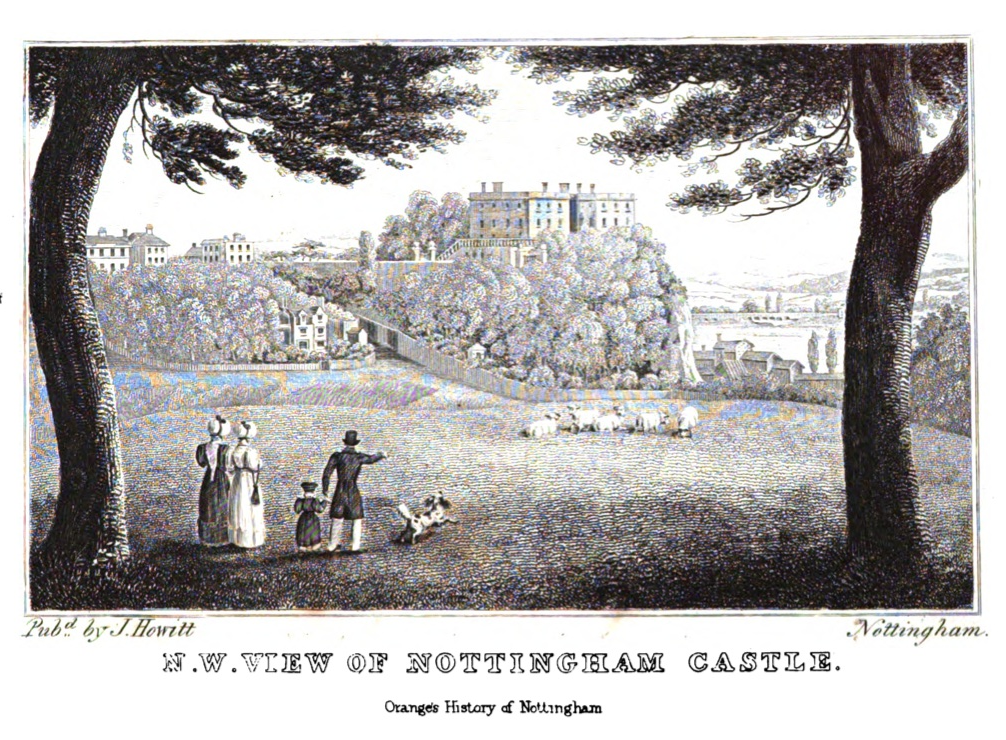
Kép a várról James Orange 1840-es The History and Antiquities of Nottingham című művéből

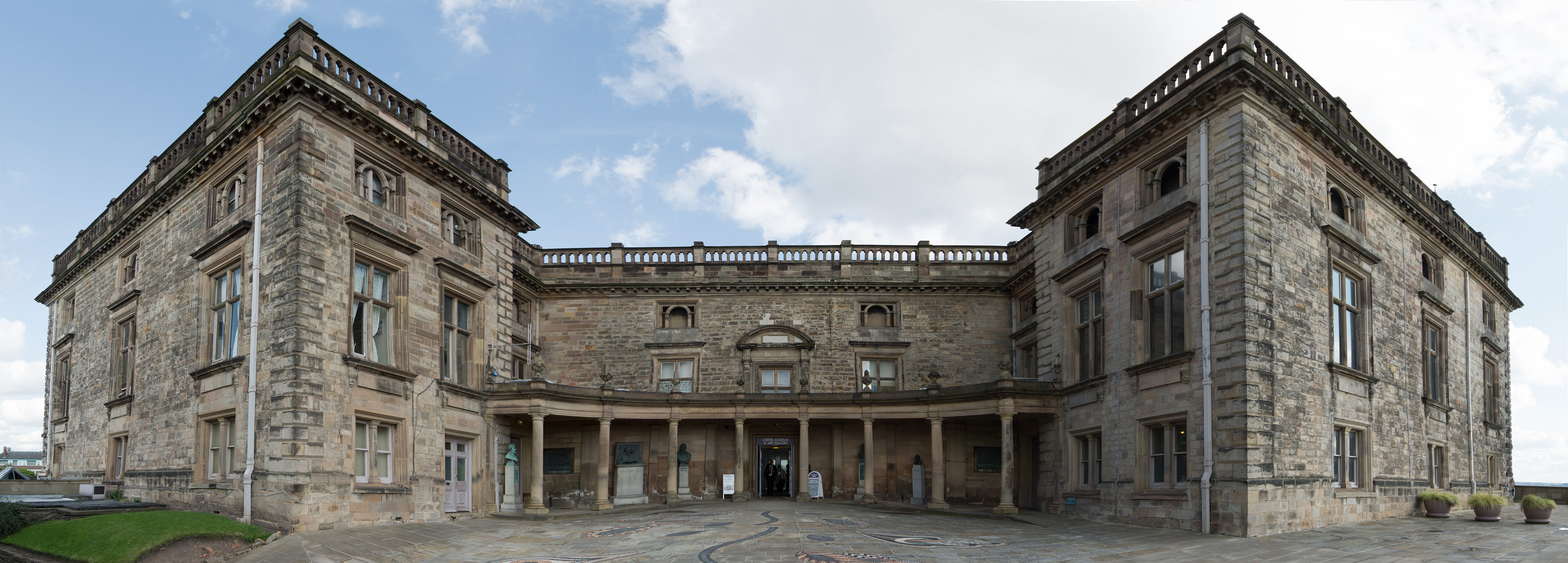
A hercegi palota bejárata ma

A II. Károly által elrendelt felújítást követően a jelenlegi hercegi palotát Henry Cavendish, Newcastle második hercege építtette 1674 és 1679 között. Az új épülethez a korábbi szerkezetek alapjait használták fel. A felsővár öregtornyának és falainak elbontása ellenére néhány középkori sziklába vájt pince és csúcsív a mai napig fennmaradt a palota alatt. Egy középkori járat, mely a várhegy alján (Mortimer's Hole) végződik, a mai napig egy vezetett túra részét képezi, mely a várban kezdődik és a Brewhouse Yardnál végződik.
A palota építőmestere a lincolni Samuel Marsh volt, aki korábban a herceg bolsoveri kastélyán dolgozott. Terveire nagy hatást gyakorolt Peter Paul Rubens Palazzi di Genova című könyvének metszetei. A palota az angol manierista építészet kevés fennmaradt példáinak egyike.
Mindezek ellenére a palota az ipari forradalom idején sokat vesztett vonzerejéből. Nottingham arról vált híressé, hogy India után itt alakultak ki a birodalom leghírhedtebb nyomornegyedei, így a hercegek egyre kevésbé kívánták itt tölteni idejüket. Amikor ezen telepek lakói 1831-ben fellázadtak Newcastle hercege, Henry Pelham-Clinton ellen, aki nem volt hajlandó elfogadni az 1832. évi nagy reformtörvényt, porig égették az épületet.
Az épület elhagyatottan állt egészen 1875-ig, amikor Thomas Chambers Hine felújíttatta. 1878-ban Eduárd walesi herceg Nottinghami vármúzeumként megnyitotta a nagyközönség számára. Londont leszámítva ez volt az első városi művészeti galéria Nagy-Britanniában. Az új belső tereket úgy alakították ki, hogy nem vették figyelembe az eredeti padlószinteket és ablakkiosztást. Így jöhetett létre egy felső megvilágítású képtár, melynek előképe a Louvre volt. A hivalkodó új magastetőt sokan bírálták. Néhány évvel később a külső falakat megmagasították, a homlokzatokat pedig áttört kőbalusztráddal zárták le, melynek köszönhetően az arányok is megváltoztak. A balusztrád mögött sétányt alakítottak ki, így a látogatók kisétálhattak a tetőre és gyönyörködhettek a város és a Trent völgyének panorámájában.

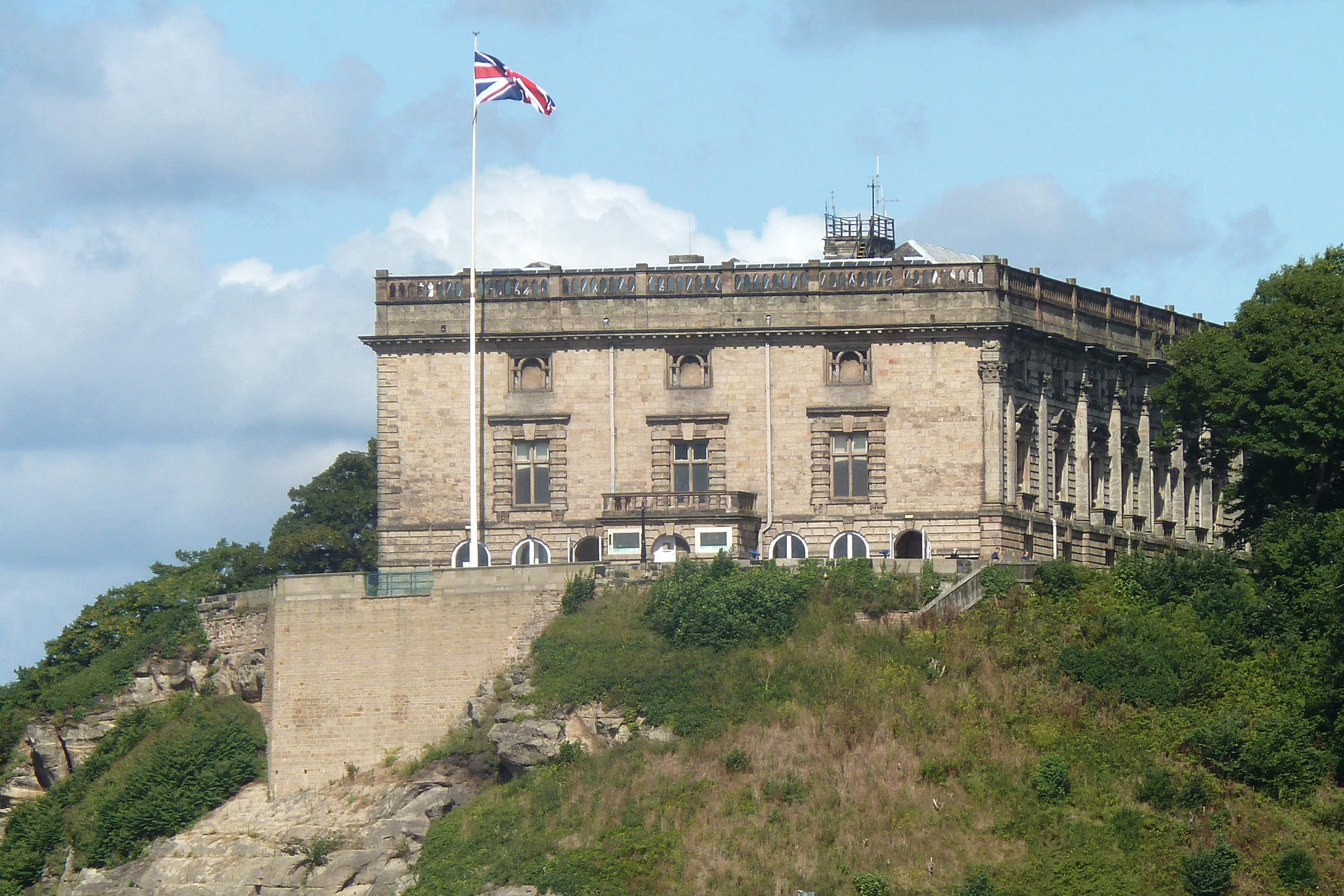
A palota dél felől nézve

A középkori erőd kaputornya és a külső vár falai ma a hercegi palota kerítését alkotják. A külső vár legészakibb részét azonban az 1830-as években elbontották a korábbi szarvaspark helyére épülő The Park Estate nevű lakópark bekötőútja kedvéért. A területet később a nottinghami közkórház bővítéséhez is felhasználták. A külső várból ma is látható kőszerkezetek nagy része VII. Eduárd idejéből származik.
1996 karácsonyán egy szivárgó vízvezeték földcsuszamlást okozott a palota mellett. A baleset miatt a felszínre került az eredeti vár alapozásának egy része, valamint a fekükőzet. A károkat 2005-ben állították helyre. A megcsúszott terasz hagyományos kőhomlokzatot kapott, ez alatt azonban egy vasbeton szerkezetet alakítottak ki, amelynek köszönhetően a palota még ma is látogatható. A teraszról a város déli része felé tárul kilátás.
Egy nottinghami dohánygyár, a John Player & Sons cigarettáinak csomagolását a hercegi palotáról készült rajzzal díszítette.
A várban még ma is múzeum és képtár működik, ami a város szépművészeti gyűjteménye mellett Nottingham és környékének történelmi és régészeti emlékeit is bemutatja.

## Fordítás
Ez a szócikk részben vagy egészben  a   Nottingham Castle című angol Wikipédia-szócikk ezen változatának fordításán alapul.  Az eredeti cikk szerkesztőit annak laptörténete sorolja fel. Ez a jelzés csupán a megfogalmazás eredetét és a szerzői jogokat jelzi, nem szolgál a cikkben szereplő információk forrásmegjelöléseként.